# Future Now Tour
The Future Now Tour fue una gira encabezado en conjunto por los cantantes estadounidenses Demi Lovato y Nick Jonas. Fue la sexta gira de Lovato y tercera para Jonas, y se realizó con la intención de promocionar sus álbumes Confident (2015) y Last Year Was Complicated (2016), respectivamente. La gira inició el 24 de junio de 2016 en Sunrise, Florida y terminó el 19 de octubre del mismo año en Monterrey, México.

## Antecedentes
El 26 de octubre de 2015, Lovato y Jonas anunciaron en el Elvis Duran, después de días de rumores de que iban a ir de gira juntos. El mismo día, se habló de la gira en Good Morning America. También se anunció que los boletos saldrán a la venta el 7 de noviembre de 2015.
El cartel de la gira fue revelado, y ha sido descrito como los "Hunger Games, tributos que representan al distrito 1".
La misma noche del 26 de octubre se desarrolló una previa de la gira y también fueron anunciadas las fechas, el show se realizó en Irving Plaza (New York), bajo un público de 1,025 personas.
El 28 de junio de 2016, se anunció que la Tidal transmitirá en vivo el primer show de la gira. El 29 de junio de 2016, Lovato anunció que CAST Centers se unirá a la gira a través del diálogo abierto sobre la salud mental y el bienestar, también para inspirar a los espectadores y borrar el estigma que rodea en "no pedir ayuda".Sumando a esto la ayuda a casos específicos en diferentes personas que deseen tratarse.

## Promoción
La promoción y organización del tour en Norteamérica está a cargo de Live Nation
El 22 de marzo de 2016, fue anunciado que la gira oficialmente formara parte del Honda Civic Tour 2016.

## Acto de apertura
| Setlist: Mike Posner |
| --- |
| 1. «Be as You Are» 2. «All The Way Up» (Fat Joe cover) 3. «Cooler Than Me» 4. «Please Don't Go» 5. «I Took a Pill in Ibiza» |

- Rich Homie Quan & Migos
- Marshmello
- DJ Jay R

## Repertorio
| 1. «Levels» 2. «Champagne Problems» 3. «Teacher» 4. «Good Thing» 5. «The Difference» 6. «Bacon» 7. «Numb» 8. «Chains» 9. «Confident» 10. «Heart Attack» 11. «Neon Lights» 12. «For You» | 13. «Body Say» 14. «Fix A Heart» 15. «Nightingale» 16. «Warrior» 17. «Lionheart» 18. «Give Your Heart a Break» 19. «Stone Cold» (Jonas en el piano) 20. «Chainsaw» 21. «Close» (con Lovato) 22. «Jealous» 23. «Skyscraper» 24. «Cool for the Summer» |

- Nota: Durante la presentación en Atlanta, después de "Neon Lights", Lovato presentó al cantante nativo de Atlanta, T.I. el cual cantó "Dope". A continuación, se le unió Jonas para "Whatever You Like", y luego se unió con Lovato para "Live Your Life".[13]
- Nota: Durante la presentación en Orlando, después de "Lionheart", Lovato presenta a la cantante Andra Day, luego se une Jonas para cantar "Rise Up" en homenaje a las víctimas del tiroteo que afecto a la disco Pulse en la ciudad, como también la muerte de la cantante Christina Grimmie sucedida en la misma ciudad.[14]
- Nota: A partir del 6 de julio, Lovato se unió a Nick Jonas para interpretar "Close".
- Nota: El 8 de julio en Brooklyn el rapero Desiigner se unió como invitado especial para cantar su éxito "Panda". El mismo día estuvo como invitado especial Jamie Foxx para cantar "Georgia On My Mind", originalmente de Ray Charles, junto a Demi Lovato y "Blame It" junto a Nick Jonas, además también canto su canción "Gold Digger".[15]
- Nota: Durante el espectáculo en Newark, Remy Ma y Fat Joe se unieron a Nick Jonas para cantar "All the Way Up".[16]
- Nota: Durante los espectáculos en Camden y Hershey, Jonas cantó "Who I Am".
- Nota: Durante el show en Toronto, Jonas interpretó "A Little Bit Longer" en lugar de "Chainsaw".[17]
- Nota: Durante el espectáculo en Washington D. C., Brad Paisley cantó "Without a Fight" con Lovato. Paisley también se unió a Lovato junto con Nick Jonas para "Stone Cold".[18] Joe Jonas interpretó un medley entre "Gotta Find You" y "This Is Me" de Camp Rock junto a Lovato y Nick Jonas, y cantó "Cake by the Ocean" de DNCE con Nick Jonas.[19]
- Nota: Durante el espectáculo en Las Vegas, Lovato invitó a Sirah para cantar "Waitin for You".[20]
- Nota: Durante el show en Anaheim el rapero 2 Chainz se presentó con las canciones “I'm Different” y “Watch Out."[21]
- Nota: Durante el show en Seattle, Bea Miller cantó "Yes Girl" junto a Lovato.
- Nota: Durante el show en Vancouver, Lovato interpretó un cover de la canción de Aretha Franklin, "(You Make Me Feel Like) A Natural Woman".
- Nota: Durante el show en Calgary, Lovato agregó al repertorio su canción, "Wildfire".
- Nota: Durante el show en Cleveland, Lovato interpretó un cover de la canción de Adele, "When We Were Young".[22]
- Nota: Durante la presentación en Monterrey, México interpretó la canción Kingdome Come, y la cantante, feliz dijo -Esto es solo para ti México - y comenzó a interpretarla.
- Nota: Durante el espectáculo en Nashville, Brad Paisley cantó "Without a Fight" con Lovato. Thomas Rhett se unió a Jonas para cantar una canción del primero, "Die a Happy Man".[23]

## Fechas
| Día                      | Ciudad           | País           | Lugar                      | Acto de apertura             | Entradas vendidas      | Recaudación  |
| Norteamérica             | Norteamérica     | Norteamérica   | Norteamérica               | Norteamérica                 | Norteamérica           | Norteamérica |
| ------------------------ | ---------------- | -------------- | -------------------------- | ---------------------------- | ---------------------- | ------------ |
| 29 de junio de 2016      | Atlanta          | Estados Unidos | Philips Arena              | Rich Homie Quan Migos        | 17 372 / 17 372 (100%) | $1,970,165   |
| 1 de julio de 2016       | Sunrise          | Estados Unidos | BB&T Center                | Marshmello                   | 14 851 / 15 314 (97%)  | $1,100,809   |
| 2 de julio de 2016       | Orlando          | Estados Unidos | Amway Center               | DJ Jay R                     | 13 880 / 13 880 (100%) | $1,089,752   |
| 6 de julio de 2016       | Uncasville       | Estados Unidos | Mohegan Sun Arena          | Mike Posner                  | 9 492 / 9 492 (100%)   | $652 988     |
| 8 de julio de 2016       | Brooklyn         | Estados Unidos | Barclays Center            | Mike Posner                  | 15 556 / 15 556 (100%) | $1,245,851   |
| 9 de julio de 2016       | Portland         | Estados Unidos | Cross Insurance Arena      | Mike Posner                  | 7 643 / 7 643 (100%)   | $586 452     |
| 12 de julio de 2016      | Newark           | Estados Unidos | Prudential Center          | Mike Posner                  | 14 555 / 14 555 (100%) | $1,110,619   |
| 14 de julio de 2016      | Camden           | Estados Unidos | BB&T Pavilion              | Mike Posner                  | 26 274/ 26 274 (100%)  | $2,174,655   |
| 16 de julio de 2016      | Hershey          | Estados Unidos | Hersheypark Stadium        | Mike Posner DJ Scooter       | 29 156 / 29 611 (95%)  | $2,557,299   |
| 17 de julio de 2016      | Búfalo           | Estados Unidos | First Niagara Center       | Mike Posner                  | 12 473/12 473 (100%)   | $ 783,644    |
| 20 de julio de 2016      | Boston           | Estados Unidos | TD Garden                  | Mike Posner                  | 15 290 / 15 290 (100%) | $1,261,598   |
| 22 de julio de 2016      | Montreal         | Canadá         | Centre Bell                | Mike Posner                  | 17 226 / 17 226 (100%) | $1,732,563   |
| 23 de julio de 2016      | Toronto          | Canadá         | Air Canada Centre          | Mike Posner                  | 37,755/37,755 (100%)   | $ 4,647,883  |
| 26 de julio de 2016      | Washington D. C. | Estados Unidos | Verizon Center             | Mike Posner                  | 37,755/37,755 (100%)   | $ 4,647,883  |
| 27 de julio de 2016      | Columbus         | Estados Unidos | Value City Arena           | Mike Posner                  | 18 903 / 19 361 (96%)  | $1 993 830   |
| 29 de julio de 2016      | Louisville       | Estados Unidos | KFC Yum! Center            | Mike Posner                  | 17 499/ 17 499 (100%)  | $ 1,263,922  |
| 30 de julio de 2016      | Auburn Hills     | Estados Unidos | The Palace of Auburn Hills | Mike Posner                  | 15 433 / 15 433 (100%) | $ 1,474,116  |
| 2 de agosto de 2016      | Rosemont         | Estados Unidos | Allstate Arena             | Mike Posner                  | 98,755/98,755 (100%)   | $ 35,644,592 |
| 3 de agosto de 2016      | Indianápolis     | Estados Unidos | Bankers Life Fieldhouse    | Mike Posner                  | 98,755/98,755 (100%)   | $ 35,644,592 |
| 5 de agosto de 2016      | Saint Louis      | Estados Unidos | Scottrade Center           | Mike Posner                  | 98,755/98,755 (100%)   | $ 35,644,592 |
| 6 de agosto de 2016      | Kansas City      | Estados Unidos | Sprint Center              | Mike Posner                  | 98,755/98,755 (100%)   | $ 35,644,592 |
| 9 de agosto de 2016      | Denver           | Estados Unidos | Pepsi Center               | Mike Posner                  | 98,755/98,755 (100%)   | $ 35,644,592 |
| 11 de agosto de 2016     | Salt Lake City   | Estados Unidos | Vivint Smart Home Arena    | Mike Posner                  | 98,755/98,755 (100%)   | $ 35,644,592 |
| 13 de agosto de 2016     | Las Vegas        | Estados Unidos | MGM Grand Garden Arena     | Mike Posner                  | 10 823 / 11 112 (97%)  | $704 492     |
| 14 de agosto de 2016     | Chula Vista      | Estados Unidos | Sleep Train Amphitheatre   | Mike Posner Chord Overstreet | 156,577/156,577 (100%) | $ 24,446,928 |
| 17 de agosto de 2016     | Anaheim          | Estados Unidos | Honda Center               | Mike Posner                  | 156,577/156,577 (100%) | $ 24,446,928 |
| 18 de agosto de 2016     | San José         | Estados Unidos | SAP Center at San Jose     | Chord Overstreet             | 156,577/156,577 (100%) | $ 24,446,928 |
| 20 de agosto de 2016     | Portland         | Estados Unidos | Moda Center                | Chord Overstreet             | 156,577/156,577 (100%) | $ 24,446,928 |
| 21 de agosto de 2016     | Seattle          | Estados Unidos | KeyArena                   | Chord Overstreet             | 156,577/156,577 (100%) | $ 24,446,928 |
| 24 de agosto de 2016     | Vancouver        | Canadá         | Rogers Arena               | Mike Posner                  | 156,577/156,577 (100%) | $ 24,446,928 |
| 26 de agosto de 2016     | Edmonton         | Canadá         | Rexall Place               | Mike Posner                  | 156,577/156,577 (100%) | $ 24,446,928 |
| 27 de agosto de 2016     | Calgary          | Canadá         | Scotiabank Saddledome      | Mike Posner                  | 156,577/156,577 (100%) | $ 24,446,928 |
| 29 de agosto de 2016     | Winnipeg         | Canadá         | MTS Centre                 | Mike Posner                  | 156,577/156,577 (100%) | $ 24,446,928 |
| 31 de agosto de 2016     | Saint Paul       | Estados Unidos | Minnesota State Fair       | Mike Posner                  | 156,577/156,577 (100%) | $ 24,446,928 |
| 2 de septiembre de 2016  | Cleveland        | Estados Unidos | Quicken Loans Arena        | Mike Posner                  | 156,577/156,577 (100%) | $ 24,446,928 |
| 7 de septiembre de 2016  | Nashville        | Estados Unidos | Bridgestone Arena          | Mike Posner Chord Overstreet | 156,577/156,577 (100%) | $ 24,446,928 |
| 9 de septiembre de 2016  | Houston          | Estados Unidos | Toyota Center              | Mike Posner                  | 156,577/156,577 (100%) | $ 24,446,928 |
| 10 de septiembre de 2016 | San Antonio      | Estados Unidos | AT&T Center                | Mike Posner                  | 156,577/156,577 (100%) | $ 24,446,928 |
| 12 de septiembre de 2016 | Dallas           | Estados Unidos | American Airlines Center   | Mike Posner                  | 16 810 / 16 810 (100%) | $1,989,186   |
| 14 de septiembre de 2016 | Albuquerque      | Estados Unidos | Isleta Amphitheater        | Mike Posner                  | 23,866/23,866 (100%)   | $ 2,544,385  |
| 16 de septiembre de 2016 | Phoenix          | Estados Unidos | Talking Stick Resort Arena | Mike Posner                  | 16 086 / 16 448 (95%)  | $ 1, 595,877 |
| 17 de septiembre de 2016 | Inglewood        | Estados Unidos | The Forum                  | Mike Posner Chord Overstreet | 13,753/14,328 (95%)    | $1,024,941   |

## Fechas canceladas
| Día                 | Ciudad         | País           | Lugar                                   | Razón                                         |
| ------------------- | -------------- | -------------- | --------------------------------------- | --------------------------------------------- |
| 30 de junio de 2016 | Charlotte      | Estados Unidos | Time Warner Cable Arena                 | "HB2 Law", en el estado de Carolina del Norte |
| 2 de julio de 2016  | Raleigh        | Estados Unidos | PNC Center                              | "HB2 Law", en el estado de Carolina del Norte |
| 3 de julio de 2016  | Virginia Beach | Estados Unidos | Veterans United Home Loans Amphitheater | Conflicto de programación                     |

## Fechas: Demi Lovato
Luego de haber finalizado la gira por Norteamérica en dúo, Lovato sigue la gira en solitario. Presentándose en diferentes festivales y en México.
| Día                      | Ciudad           | País                   | Lugar                   | Tickets                | Ingreso     |
| ------------------------ | ---------------- | ---------------------- | ----------------------- | ---------------------- | ----------- |
| 24 de septiembre de 2016 | New York         | Estados Unidos         | Central Park            | 57.433 / 57.433        | $ 4,269,577 |
| Europa                   |                  |                        |                         |                        |             |
| 1 de octubre de 2016     | Antalya          | Turquía                | Expo 2016               | 22,480 / 22,480        | $ 2,244,731 |
| Latinoamérica            |                  |                        |                         |                        |             |
| 16 de octubre de 2016    | Ciudad de México | México                 | Palacio de los Deportes | 19 553 / 19 553 (100%) | $1,934 498  |
| 18 de octubre de 2016    | Guadalajara      | México                 | Auditorio Telmex        | 7 055 / 7 055 (100%)   | $603 031    |
| 19 de octubre de 2016    | Monterrey        | México                 | Auditorio Banamex       | 9 129 / 9 129 (100%)   | $627 069    |
| Asia                     |                  |                        |                         |                        |             |
| 19 de noviembre de 2016  | Mumbai           | India                  | Shuruaat Hoon Main      | 37,364 / 37,364        | $3,122,376  |
| Latinoamérica            |                  |                        |                         |                        |             |
| 10 de diciembre de 2016  | São Paulo        | Brasil                 | Allianz Parque          | 53 200 / 53 200 (100%) | $4 823 082  |
| Norteamérica             |                  |                        |                         |                        |             |
| 28 de diciembre de 2016  | Philipsburg      | San Martín             | Celebrity Cruises       | 28,337 / 28,377        | $ 2,630,558 |
| Asia                     |                  |                        |                         |                        |             |
| 3 de febrero de 2017     | Dubái            | Emiratos Árabes Unidos | Dubai Media City        | 17,490/17,490          | $ 1,477,390 |